# Виркатор
Виркатор  (от английского «virtual cathode oscillator») — семейство СВЧ-приборов с положительной сеткой и сильным объёмным зарядом.

## Принцип действия

Упрощённая схема устройства виркатора

В виркаторах эмитированные с катода электроны ускоряются в пространстве между катодом и сеткой и пронизывают её. Затем часть электронов испытывает отражение под действием поля собственного объёмного заряда и полей, создаваемых электродами. Поверхность внутри электронного пучка, на которой электростатический потенциал имеет потенциал катода и где в отсутствие высокочастотного поля скорость электронов обращается в нуль, получила название виртуального катода. В процессе генерации происходит модуляция коллекторного и отражённого токов, инерционная группировка электронов и их колебания в месте поворота направления движения электронов.

## Использование
Виркаторы используются как генераторы излучения в СВЧ и рентгеновском диапазонах. Мощность таких генераторов может достигать уровня 1010—1012 Вт.

## Производители
СВЧ-генераторы такого типа в настоящее время развиваются в ВНИИЭФ, TTU, ИСЭ СО РАН, НИИЯФ, ТПУ.